# Escadron de bombardement 3/94 Arbois
Pour les articles homonymes, voir Arbois (homonymie).
L'escadron de bombardement 3/94 Arbois est une ancienne unité de combat de l'Armée de l'air française.
De sa création jusqu'à sa dissolution en 1983, il était rattaché aux Forces aériennes stratégiques et volait sur le biréacteur supersonique Mirage IVA.

## Historique
- 1er février 1965 : création à Luxeuil
- 1er octobre 1983 : dissolution de l'EB 3/94 Arbois

## Escadrilles
- BR127
- BR128

## Bases
- Base aérienne 116 Luxeuil-Saint Sauveur (1965-1983)

## Appareils
- Dassault Mirage IVA

## Sources
- http://www.traditions-air.fr/index.htm